# Ana Rosario Contreras
Ana Rosario Contreras, född 14 december 1963, i San Fernando de Apure, är en venezuelansk människorättsaktivist och sjuksköterska.
Contreras leder Caracas College of Nurses och kämpar för vårdpersonalens löner, fackets rätt att existera och patienters rättigheter i Venezuela. Genom detta arbete har hon fått ett brett stöd av det venezuelanska folket som en del i det civilsamhälle som kämpar för demokrati i landet. Hon har studerat både sjukvård, förvaltningsrätt och juridik. 
Contreras tilldelades år 2021 International Women of Courage Award. 